# Chrysops alleni
Chrysops alleni är en tvåvingeart som beskrevs av David Fairchild 1939. Chrysops alleni ingår i släktet Chrysops och familjen bromsar. Inga underarter finns listade i Catalogue of Life.